# Orfism
Denna artikel behandlar konststilen orfism. För den grekiska religionsformen, se orficism.

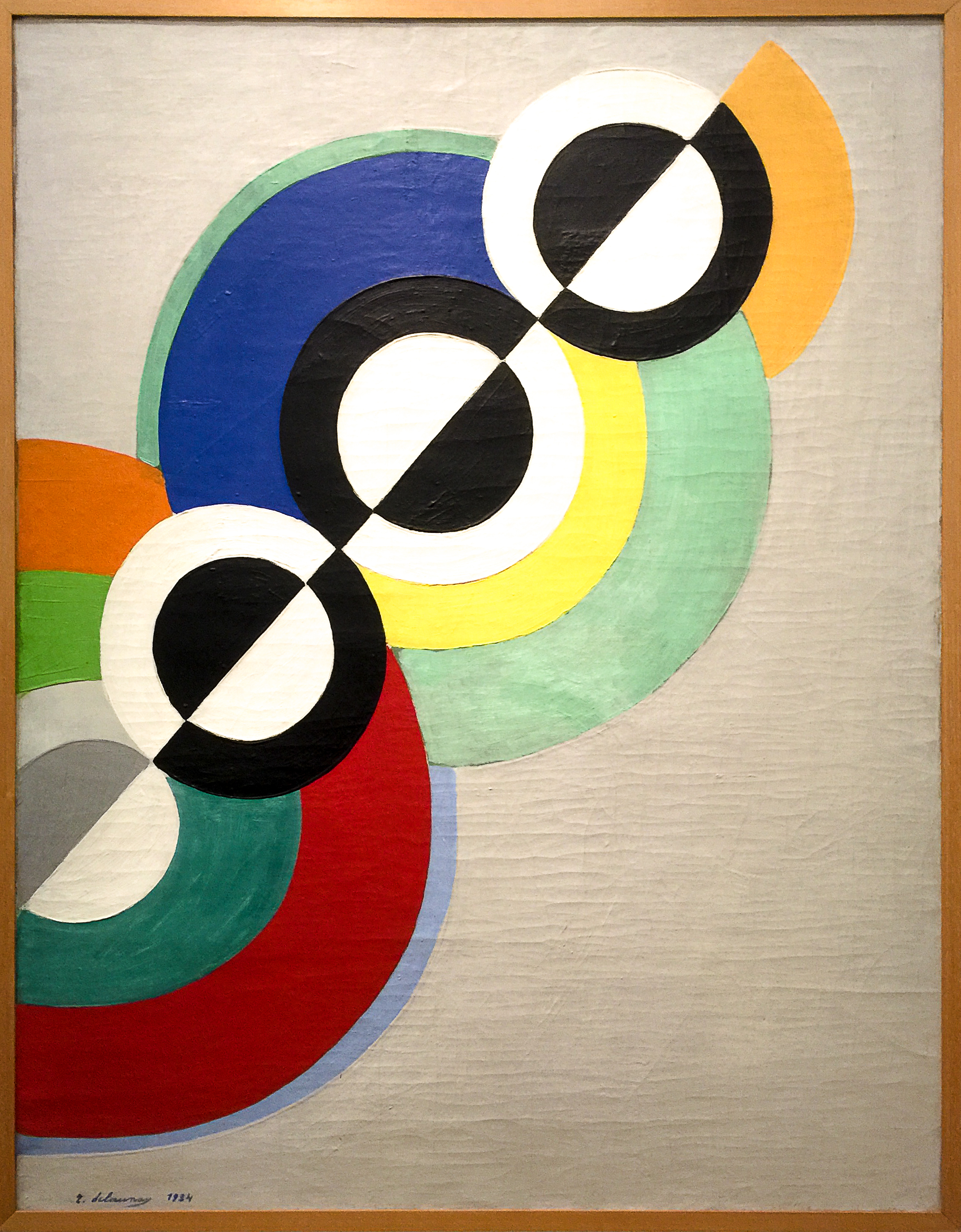
Rytmer av Robert Delaunay, 1934

Orfism var en tendens inom den abstrakta konsten i Paris omkring 1911–14. 
Guillaume Apollinaire kallade 1912 Robert Delaunays kubistiska måleri för "orfistiskt" och sammanlänkade det därmed med Fernand Légers, Francis Picabias och Marcel Duchamps måleri samt vissa verk av Pablo Picasso och František Kupka.
Termen orfism används idag bara om Sonia Delaunay-Terk och hennes man Robert Delaunays verk. Den förstnämnda experimenterade med färgcirklar, cirkelsegment och rytmer i en stil kallad "simultan".
Två amerikanska målare, Stanton MacDonald-Wright och Morgan Russell, har betonat färgen på ett liknande sätt i den så kallade synkronismen.